# Salvador Garcia Pintos (Sohn)
Salvador Garcia Pintos ist ein uruguayischer Politiker.
Garcia Pintos gehört der Partido Nacional an. Er saß in der 40. Legislaturperiode als Abgeordneter für das Departamento Lavalleja in der Cámara de Representantes.

## Zeitraum seiner Parlamentszugehörigkeit
- 15. Februar 1967 – 14. Februar 1972 (Cámara de Representantes, 40.LP)